# Andy Sinton
Andrew Sinton (Cramlington, 19 marzo 1966) è un ex calciatore inglese, di ruolo centrocampista.

## Carriera

### Club
Ha debuttato nel Cambridge United nel novembre del 1982,  all'età di 16 anni e 228 giorni.
Venne acquistato dal Brentford nel 1985 per 25.000 sterline, nel 1989 dal Queens Park Rangers per 350.000 e poi dal Sheffield Wednesday per il record societario di 2,75 milioni.
Tornò a Londra nel 1996, nel Tottenham, con cui vinse la League Cup del 1999: 1-0 contro il Leicester City, partita nella quale Sinton subentrò all'89º al posto di David Ginola.
Ha terminato la carriera nel 2004 dopo aver giocato per Wolverhampton Wanderers e Burton Albion.

### Nazionale
Con la maglia dell'Inghilterra ha debuttato nel novembre 1991 in casa della Polonia, partita terminata 1-1; vanta 12 presenze di cui 2 nella spedizione di Euro 1992.

## Palmarès
- Coppa di Lega inglese: 1

Tottenham: 1999